# Концерт для фортепіано з оркестром (Скрябін)
Концерт для фортепіано з оркестром фа-дієз мінор op. 20 Олександра Скрябіна написаний у 1897 році. Перше виконання концерту пройшло 11 (за новим стилем 24) жовтня 1897 року в Одесі на вечорі симфонічної музики місцевого відділення Російського музичного товариства. Автор виконав партію соло інструменту, В. І. Сафонов диригував оркестром.

## Структура
Концерт складається з трьох частин загальною протяжністю близько 28 хвилин:
1. Allegro
2. Andante
3. Allegro moderato

## Характеристика
У концерті отримали подальший розвиток риси новаторства композитора в області мелодики, гармонії і в жанровому трактуванні твору. Тут яскраво проявилося те прагнення автора до поемності, яке характеризує багато прелюдій, етюдів та інші фортепіанні п'єси. Вже на початку першої частини в короткому оркестровому вступі перша валторна інтонує коротку співучу мелодію, яка є як би тематичним стрижнем усього твору і проходить через всі три частини концерту. Такий прийом вперше застосований Скрябниім саме в концерті, де вирішена проблема органічної спаяності симфонічного циклу, турбувала багатьох, які зверталися до цієї форми.
Характерною послідовністю трьох звуків, що утворюють стрижень, починається і сольна партія фортепіано. Потім цей мотив з'являється у скрипок, які розвивають ліричну тему, викладену соло інструментом. Характер виконання теми визначається позначкою композитора «імпровізаційно», відсутньої у виданні Бєляєва, проте внесеної автором у числі інших позначок у партитуру, що належала учневі Скрябіна, піаністові й диригентові Ігорю Сергійовичу Миклашевському (1894 - 1942), під управлінням якого виконувалися всі симфонічні твори композитора.
Частини концерту утворюють єдине ціле, відмінне багатством образів, стрункістю їх розвитку, зіставлення і драматургічного звернення.
У першій частині з лірично-схвильованої першою темою контрастує просвітлена друга і на цьому контрасті будується розробка, яка підводить до торжества лірико-драматичних образів.
Друга частина концерту є темою з варіаціями. Виклад теми доручено струнній групі без контрабасів, звучність якої підкреслює елегійно-споглядальний характер мелодії, складеної, як вважають, у дванадцятирічному віці. Тема перетворюється потім у п'яти варіаціях. Вона розвивається у фігураціях соло інструменту, в стрімкій зміні регістрів на тлі повторюваних ритмічних фігур, або у важкій маршоподібній ході і, нарешті, стверджується в «сяючій» звучності заключної варіації і фіналу.
У концерті проявилося майстерне володіння композитором як сонатно-симфонічної формою, так і прийомами варіаційного розвитку. У процесі роботи над партитурою автору доводилося вирішувати найрізноманітніші проблеми інструментування, причому найскладнішою з них була проблема співвідношення звучності оркестру і соло інструменту.

## Джерело
Бэлза И. Ф. Александр Николаевич Скрябин. — Москва: Музыка, 1982.